# Sedum minimum
Sedum minimum es una especie de planta de la familia de las crasuláceas, nativa de México.

## Descripción, distribución y hábitat
Sedum minimum es una minúscula hierba bienal o perenne, glabra, suculenta, rastrera, de apenas unos pocos centímetros de alto. Las hojas son claviformes a oblongas, de base gibosa, de hasta 15 mm de largo y 4 mm de ancho. La inflorescencia es una cima corta y densa, con flores de pétalos blancos, frecuentemente con tonalidad rojiza alrededor de los estambres, que también son rojizos. El fruto es un folículo con semillas oblongas o piriformes de menos de 1 mm, de color marrón claro.
Sedum minimum es una planta endémica de las zonas de clima alpino del Eje Neovolcánico de México, donde se encuentra al borde de arroyos o bien sobre rocas en las que escurre el agua, cerca o por encima del límite arbóreo. Se ha colectado en la Reserva de la Biosfera de la Mariposa Monarca, en el Nevado de Toluca, en la Sierra de las Cruces, la Sierra Nevada (volcanes Iztaccíhuatl y Tláloc), el Parque nacional El Chico y en el Cofre de Perote.

## Taxonomía
Sedum minimum fue descrita en 1903 por Joseph Nelson Rose, en New or Noteworthy North American Crassulaceae: 40.

### Etimología
Sedum: nombre genérico del latín que, en épocas romanas, designaba ciertas especies de la familia Crassulaceae (Sempervivum tectorum, Sedum album y Sedum acre), y usado, entre otros, por Plinio el Viejo en su Historia Naturalis (18, 159).
minimum: epíteto que significa "mínimo", en referencia a su reducido tamaño.

### Sinonimia
- Sedum pringlei var. minus B.L.Rob. & Seaton[4]

### Taxones subespecíficos
- Sedum minimum subsp. delicatum (Rose) R.T. Clausen[4][7]

Descrita originalmente como Sedum delicatum Rose